# Pavel Klusjantsev
Pavel Klusjantsev (russisk: Па́вел Влади́мирович Клуша́нцев) (født 25. februar 1910 i Sankt Petersborg i det Russiske Kejserrige, død 27. april 1999 i Sankt Petersborg i Rusland) var en sovjetisk filminstruktør og manuskriptforfatter.

## Filmografi
- Kampen om himmelrummet (Дорога к звёздам, 1957)[1]
- Planeta bur (Планета бурь, 1961)
- Luna (Луна́, 1965)